# Баянаульський національний парк
Баянаульський державний національний природний парк (Баянаул, каз. Баянауыл мемлекеттік ұлттық табиғи паркі) — національний парк у Казахстані, розташований на півдні Павлодарської області (Баянаульський район), за 100 км від міста Екібастуз, на околиці Центрально-Казахстанського дрібносопковику. Входить до особливо охоронюваних природних територій Казахстану.
Парк був заснований у 1985 році, став першим національним парком Казахстану. Підставою для створення парку стала необхідність збереження та відновлення природної флори та фауни Баянаульського гірського масиву.
Загальна площа парку становить 68452,8 га.

## Географія

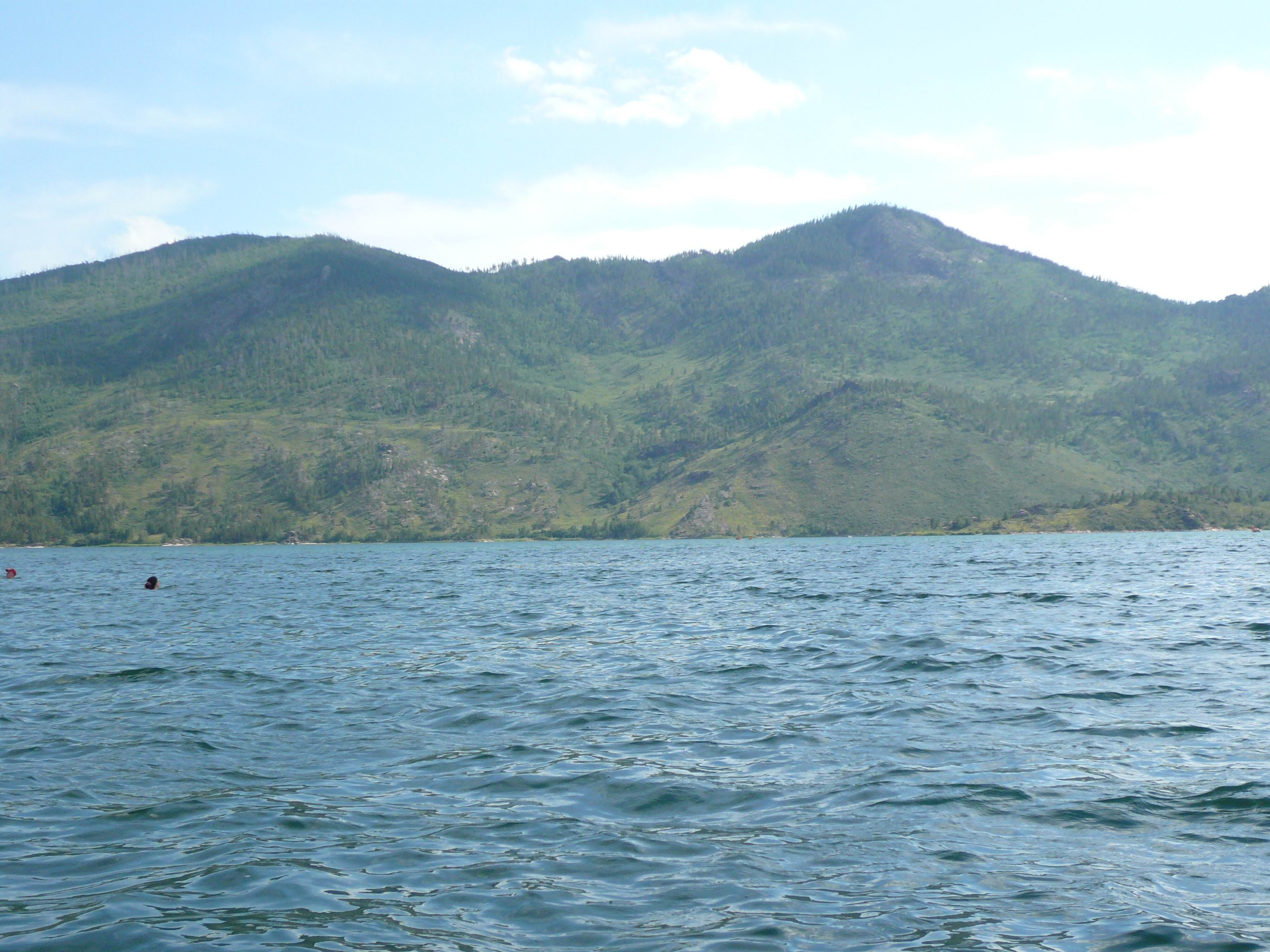
Озеро Жасибай

Територія парку розташована в межах Казахського дрібносопковику, який, оформившись як велика гірська країна ще у верхньому палеозої, пережив довгу історію континентальної руйнації і тому зараз має відносно невеликі висоти (від 400 до 1027 м над рівнем моря). Найвища точка Баянаула (1027 м) — гора Акбет. За легендою гора була так названа на честь дівчини Акбет, що кинулася з неї, коли її віддали заміж за нелюба.
На території парку розташовані чотири відносно великих прісноводних озера — Сабиндиколь, Жасибай, Торайгир і Біржанколь. Крім них, є багато невеликих озер, деякі з яких у посушливу пору року значно міліють.
Найбільше озеро — Сабиндиколь (каз. Сабындыкөл, буквально — «мильне озеро»), на березі якого розташовується селище Баянаул. Названо озеро так, завдяки своїй особливій, м'якій воді, немов мильній на дотик. За легендою в озері мила своє прекрасне волосся красуня Баян і впустила в нього своє мило.
Найпрозоріше і друге за величиною — озеро Жасибай, розташоване в улоговині між гірськими грядами. Жасибай — одне з найулюбленіших туристами місць для купання через гарний вигляд, що відкривається з пляжу та своєї чистої води. За легендою назване озеро було на честь казахського батира Жасибая, який загинув на березі у битві із загарбниками.
Торайгир є третім за величиною і найбільш високо розташованим над рівнем моря. Вода його не така прозора як у Жасибаї, тому він менш популярний для купання, зате в ньому водиться багато риби, зокрема сазан, що робить його привабливим місцем для рибалок. Це озеро було названо на честь казахського поета Султанмахмута Торайгирова, дитинство якого минуло в цих краях (в однойменному селищі, розташованому недалеко від озера і також названому на його честь діє музей поета).
Биржанколь є найменшим озером із чотирьох. Його діаметр близько 800 метрів. На його березі розташований однойменний аул із числом жителів 56 осіб. Дане озеро являє, як і Торайгир, інтерес для рибалок. У ньому водиться сазан, короп, карась. Свою назву озеро отримало від казахських слів. Бир — один, жан — душа, коль — озеро. У перекладі це означає «Озеро однієї душі».

### Флора

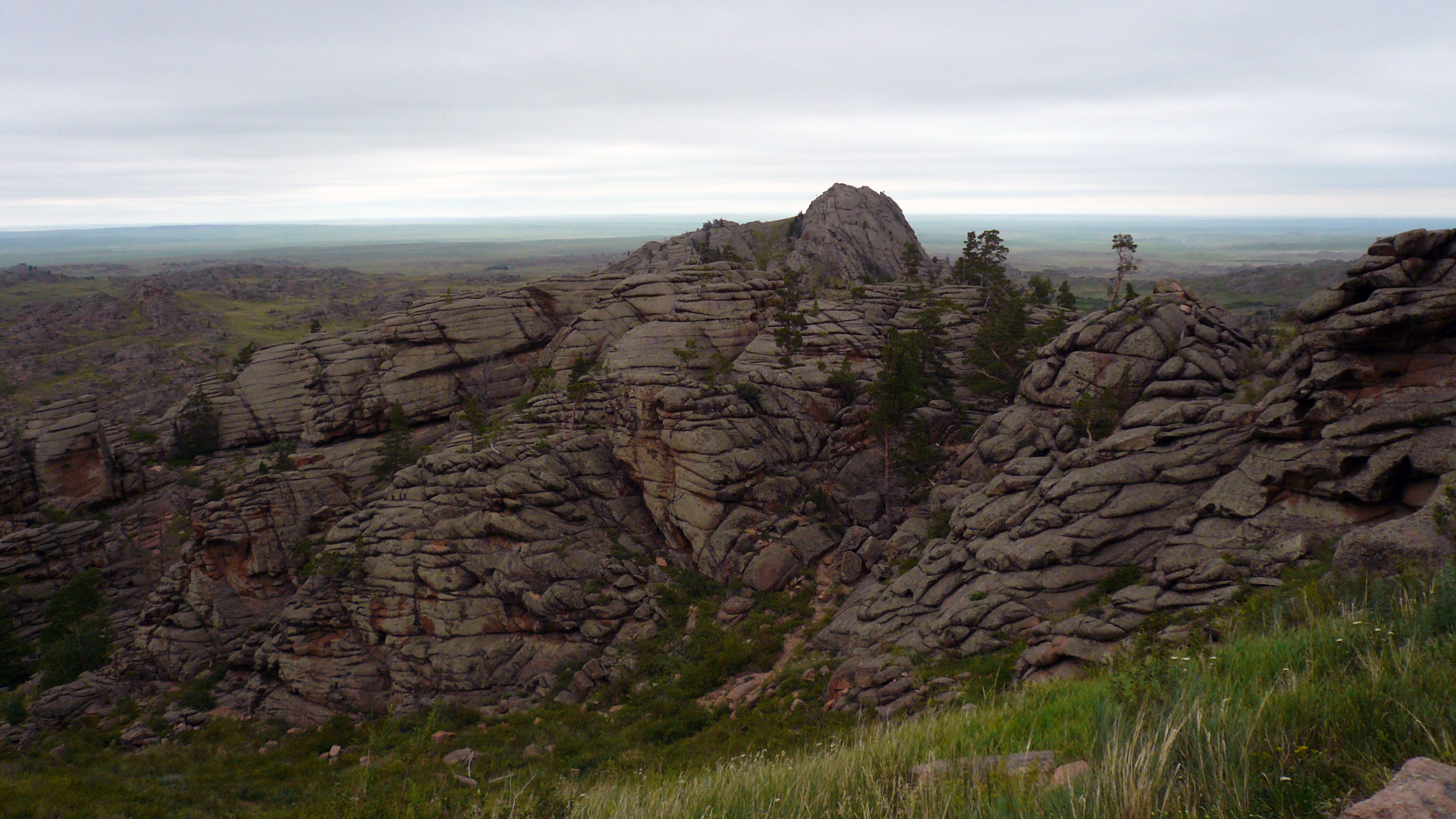
Скелі, порослі сосною

У парку представлено чотири види рослинності — ліс, лісостеп, степ і луг.
Флористична різноманітність парку налічує близько 460 видів, включаючи баянаульську сосну та чорну вільху. Баянаульська сосна характерна тим, що зростає переважно на скелях, створюючи химерне поєднання каменю та рослинності. Особливо дивує різноманітність рослинності в парку, враховуючи, що він розташований серед напівпустельного степу зі скудною рослинністю. Поряд із березою, сосною, вільхою та осикою, у парку зростає багато чагарників, у тому числі ягідних — малина, шипшина, порічки, глід. На луках удосталь трапляються зарості суниці. Лісові зарості рясніють грибами. У парку налічується до 50 видів реліктових рослин, включаючи реліктову чорну вільху та реліктову кам'яну смородину.

### Фауна
У Баянаулі мешкають близько 50 видів птахів і 40 видів звірів, серед яких, як мають велику цінність, можна виділити групу борової дичини, а також архара, косулю, борсука, вівірку. Особливою гордістю парку є архар, занесений до Червоної книги, як рідкісний і зникаючий вид тварин, що потребує охорони.

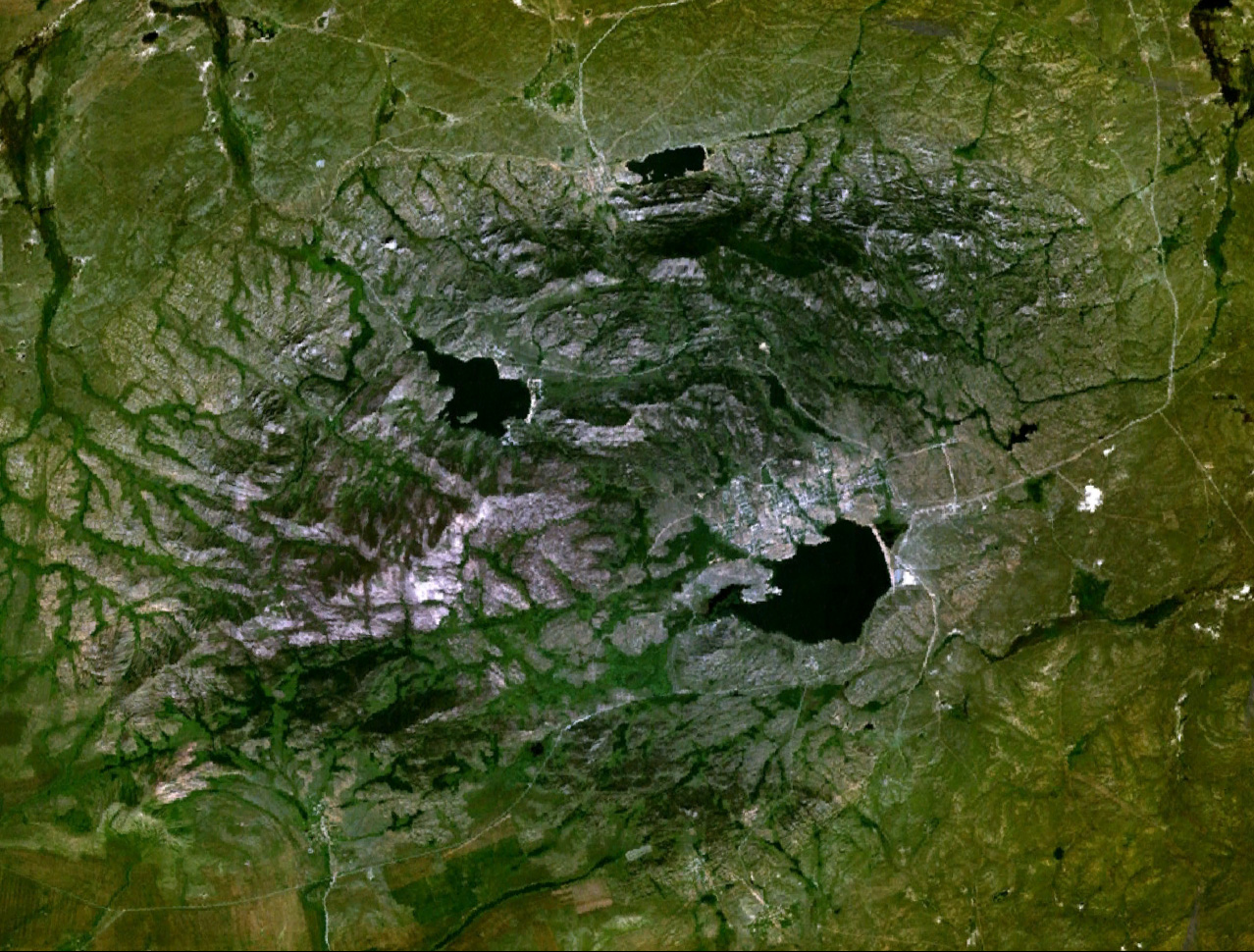
Супутниковий знімок Баянаула, внизу озеро Сабиндиколь, ліворуч — Жасибай

Із птахів у парку можна зустріти журавля, лебедя, чаплю, дрохву, із хижих — беркута, боривітра і шуліку.

### Клімат
Баянаульські гори розташовані в центрі Азійського материка і тому мають клімат континентального типу. Середньорічна температура становить 32°С. Середня температура січня –13,7 °С, мінімальна –17,8 °С.
Середня температура липня 14,6°, максимальна сягає 32,6°С. Середня тривалість безморозного періоду становить лише 140 днів. Річна кількість опадів становить 340 мм із варіаціями в окремі роки від 190 до 494 мм. Середня річна швидкість вітру у Баянаулі становить 2,9 м/сек.
Хоча місцевості характерний різко континентальний клімат, у Баянаулі немає сильних вітрів і піщаних бур, які звичайні для степових районів Павлодарської області.

## Туризм
Баянаул є одним із найулюбленіших місць для туристів, переважно з довколишніх міст Центрального та Північного Казахстану. На території парку діє велика кількість будинків та зон відпочинку. Більшість із цих зон, однак, забезпечені лише примітивною інфраструктурою та умовами проживання, близькими до спартанських. Зокрема там відсутня каналізація, у котеджах немає джерел питної води та умивальників, а для того, щоб потрапити в душ, як правило, потрібно вистояти чергу.

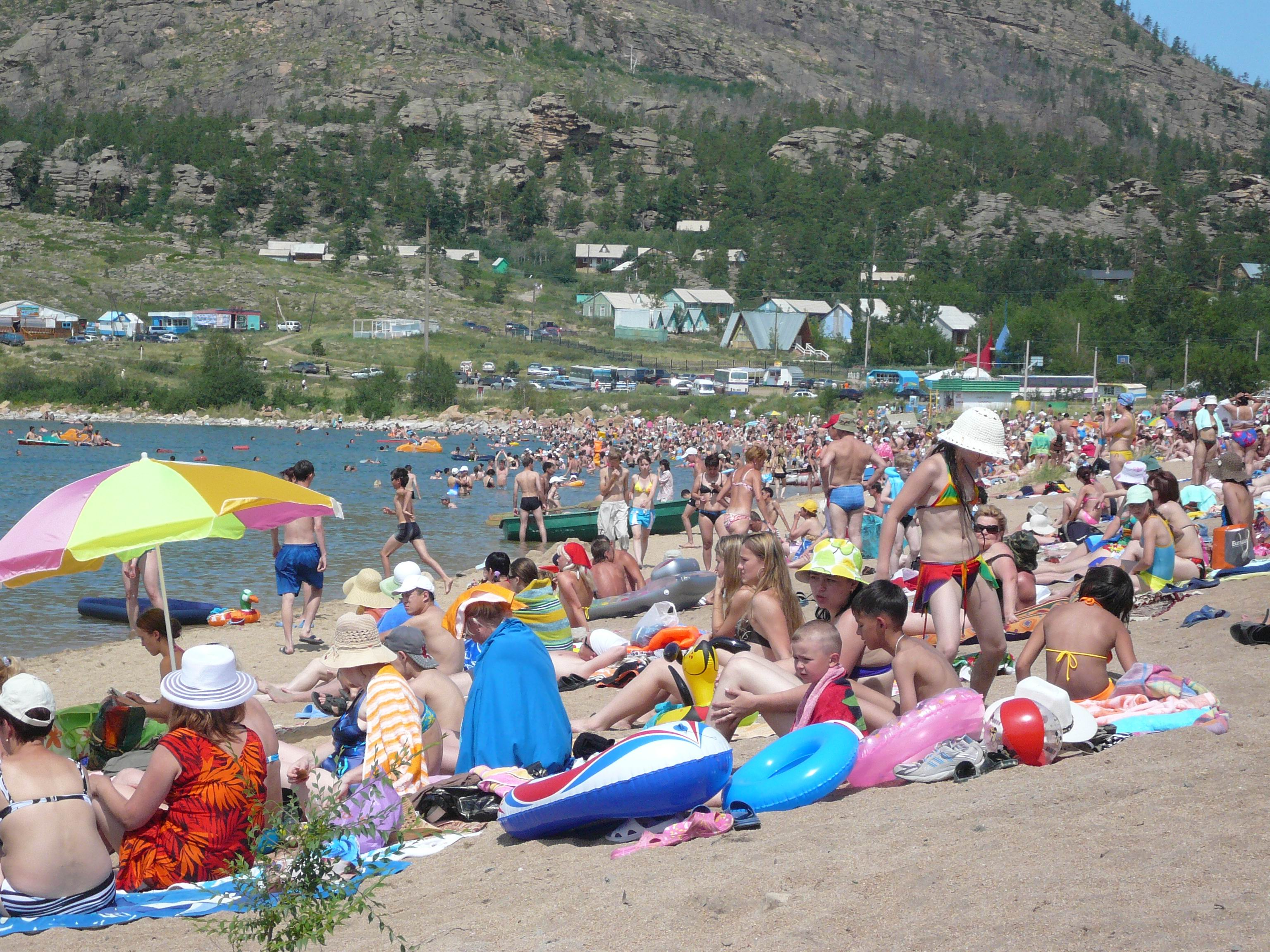
Пляж Жасибаю

Усе це, однак, не зупиняє туристів, яких приваблює краса тутешньої природи, а також окремими місцями, які вважаються у релігійних людей «священними».
У парку є декілька видів відпочинку, включаючи купання, прогулянки по горах, скелелазіння, поїздки на гірських велосипедах. У багатьох відпочинкових зонах діють туристичні екскурсії, де, заплативши відносно невелику плату (близько 500 тг станом на 2007 рік), можна побачити основні пам'ятки парку — «священну печеру», «кам'яну голову» («Бабу-Ягу»), камінь «чоловіча гідність» та інші. Основним місцем для купання є озеро Жасибай як найчистіше та найпрозоріше серед решти озер. Крім того, з його берегів відкривається мальовничий краєвид. Саме на березі цього озера діє найбільша кількість відпочинкових зон, а на пляжі доступні прокат катамаранів, гребних човнів. Рекреаційна зона біля чотирьох головних озер створена за проектом лауреата Державної премії Казахстану Муратбека Жандаулетова.

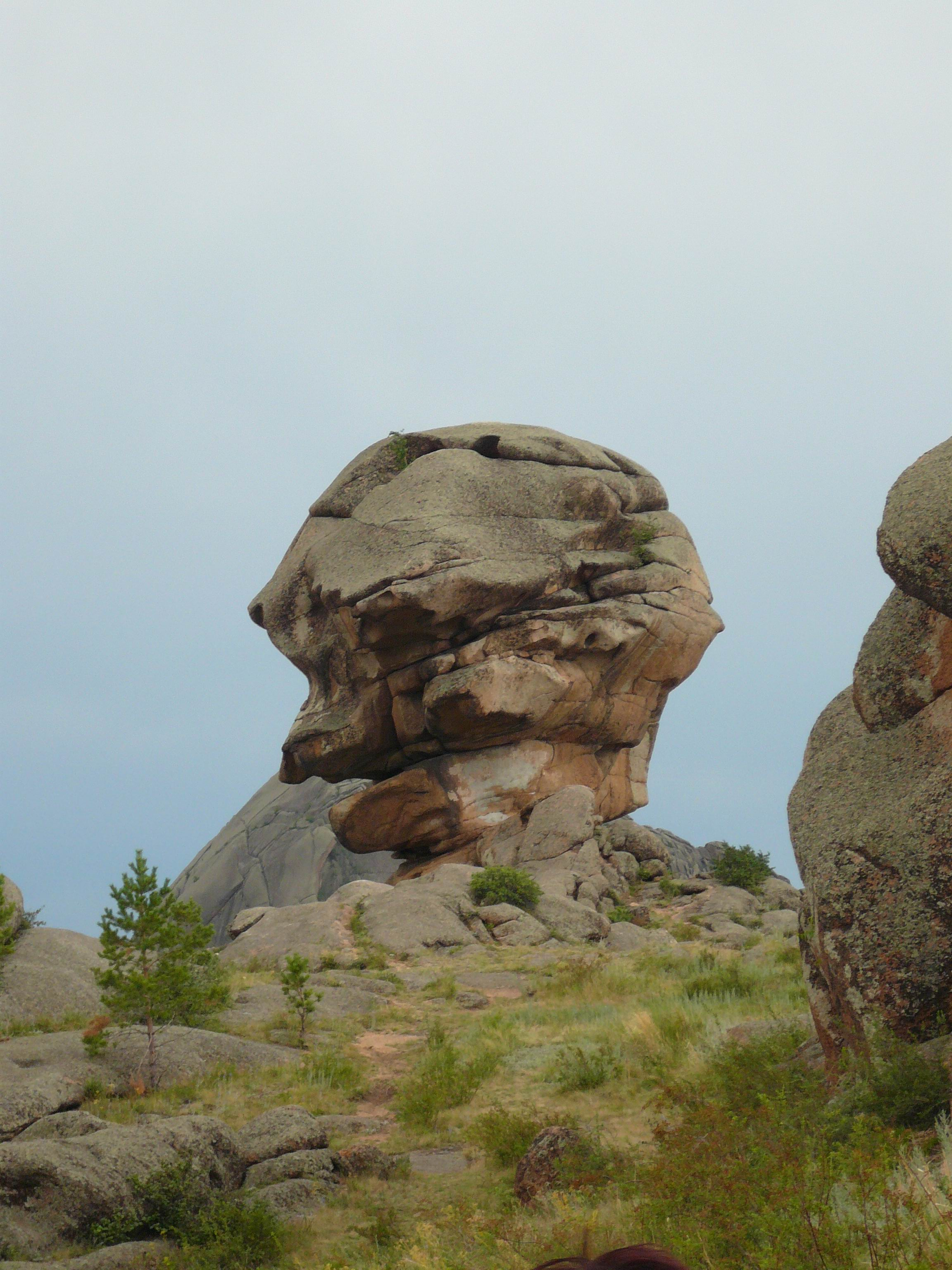
Баба-Яга

### Визначні пам'ятки
Особливий інтерес для туристів у Баянаулі становлять окремі скелі та камені, що прийняли в результаті багатовікової обробки вітром і водою химерні обриси і часом нагадують тварин, людей або навіть вантажівку, що спускається з гори. Серед найбільш відомих — статуя «Баба-Яга» (каз. кемпір тас). При спостереженні під певним кутом воно дійсно віддалено нагадує голову лисої беззубої баби з підступною усмішкою. Інше не менш відоме створення тутешньої природи — камінь «чоловіча гідність», що говорить своєю назвою сам за себе. Серед інших каменів химерної форми — верблюд, голови мамонта та горили, профіль, літаюча тарілка, динозавр, голуб, кінська голова та багато інших.

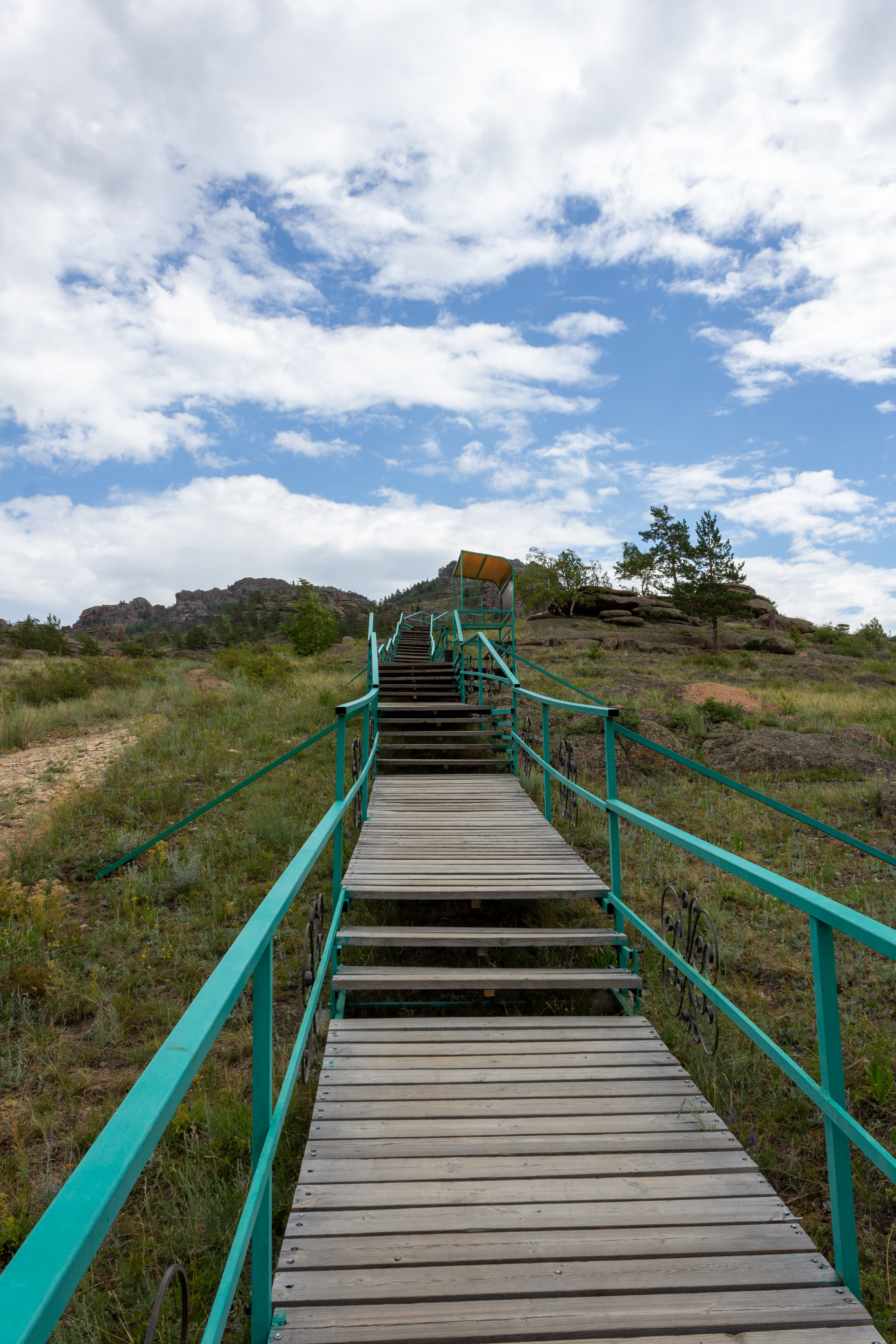
Сходи до печери Конир-Ауліє

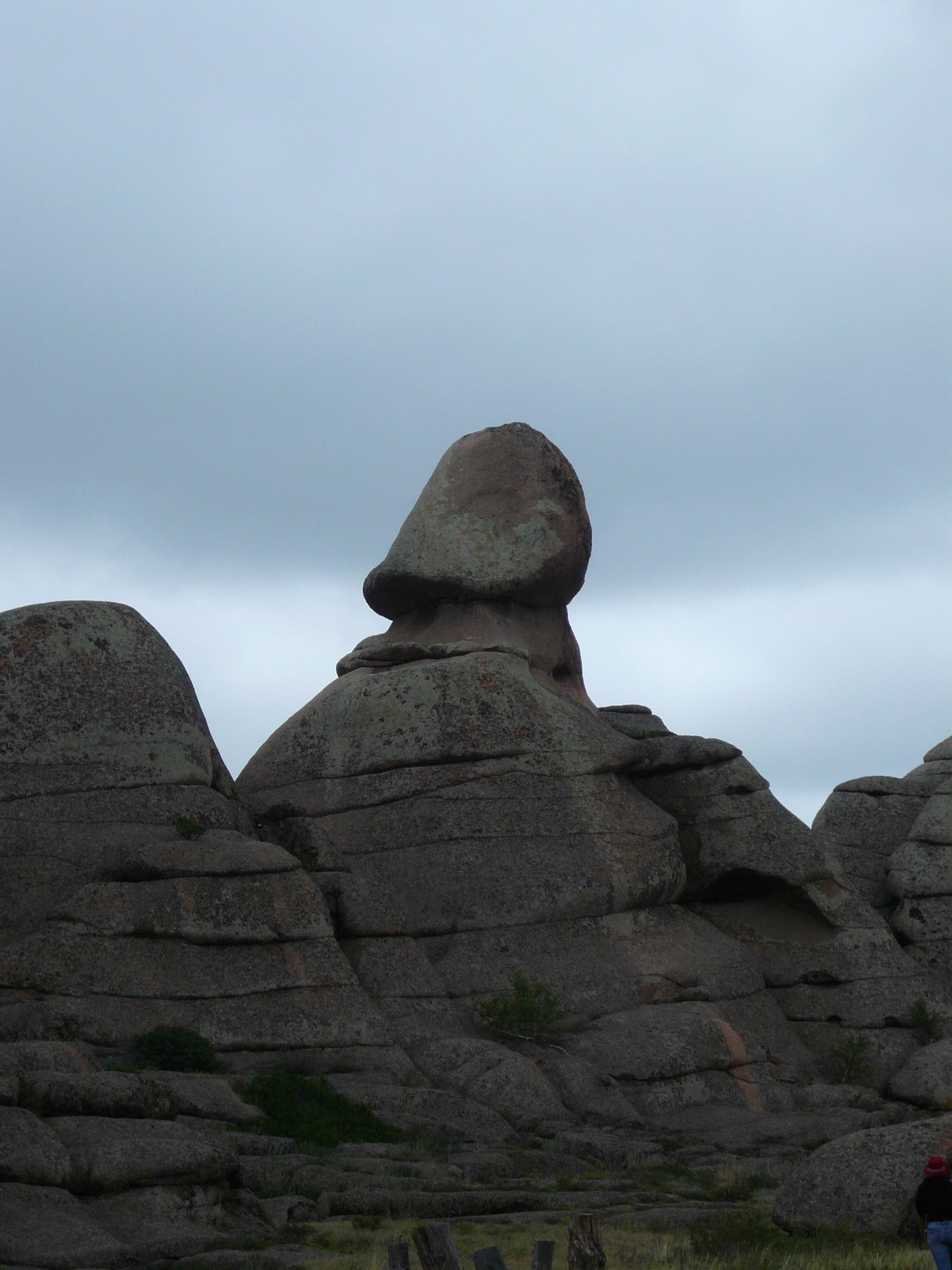
Камінь «Чоловіча гідність»

У скелелазів найбільш популярною є гора «Найзатас», що з казахської перекладається як «кам'яний спис» та Пік Сміливих, а також гора Акбет як найвища. На вершині гори «Найзатас» розташовані шість озер, що пересихають у посушливий період.
Однією з тутешніх пам'яток є печера Конир-Ауліє. Згідно з повір'ям, вважається, що у кожного, хто увійде в печеру і загадає бажання, торкнувшись долонею до її стіни, а потім вийде, не повертаючись головою до виходу, задумане бажання здійсниться. Також існує повір'я, що печера допомагає безплідним батькам завести дитину, для чого в ній відбувається спеціальний ритуал. Так це чи ні, але потік туристів до печери у ті дні, коли вона відкрита для відвідування, не припиняється. Розташована вона на досить значному піднесенні і підйом завдовжки більш ніж кілометр до неї доводиться долати пішки. У 2020 році від підніжжя до самої печери, були зведені сучасні сходи з зонами відпочинку.

## Галерея

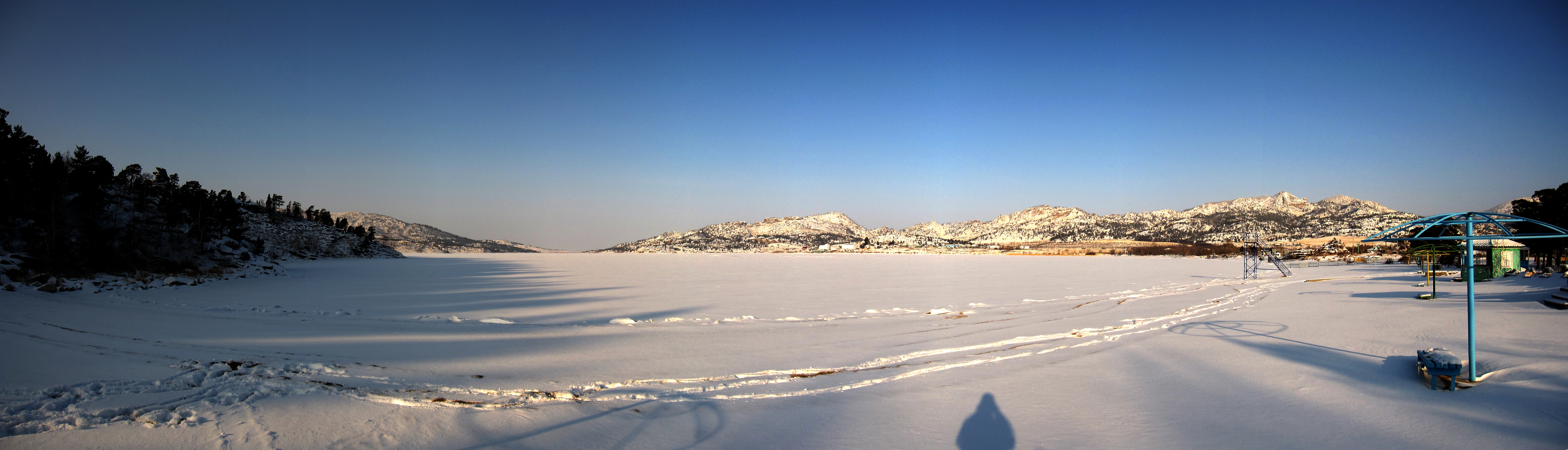
Зимовий вигляд Жасибая
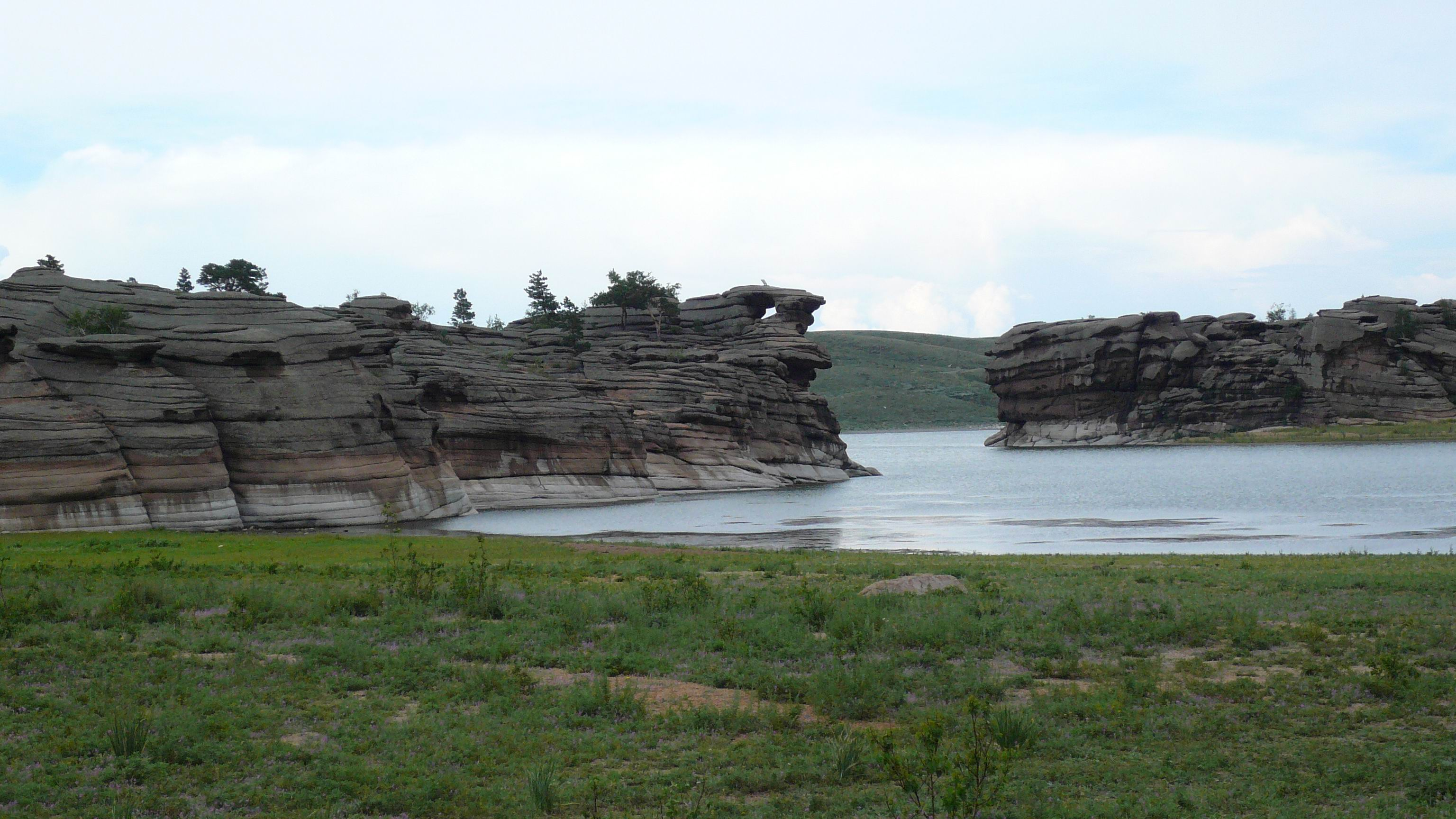
Острів на озері Торайгир (праворуч)
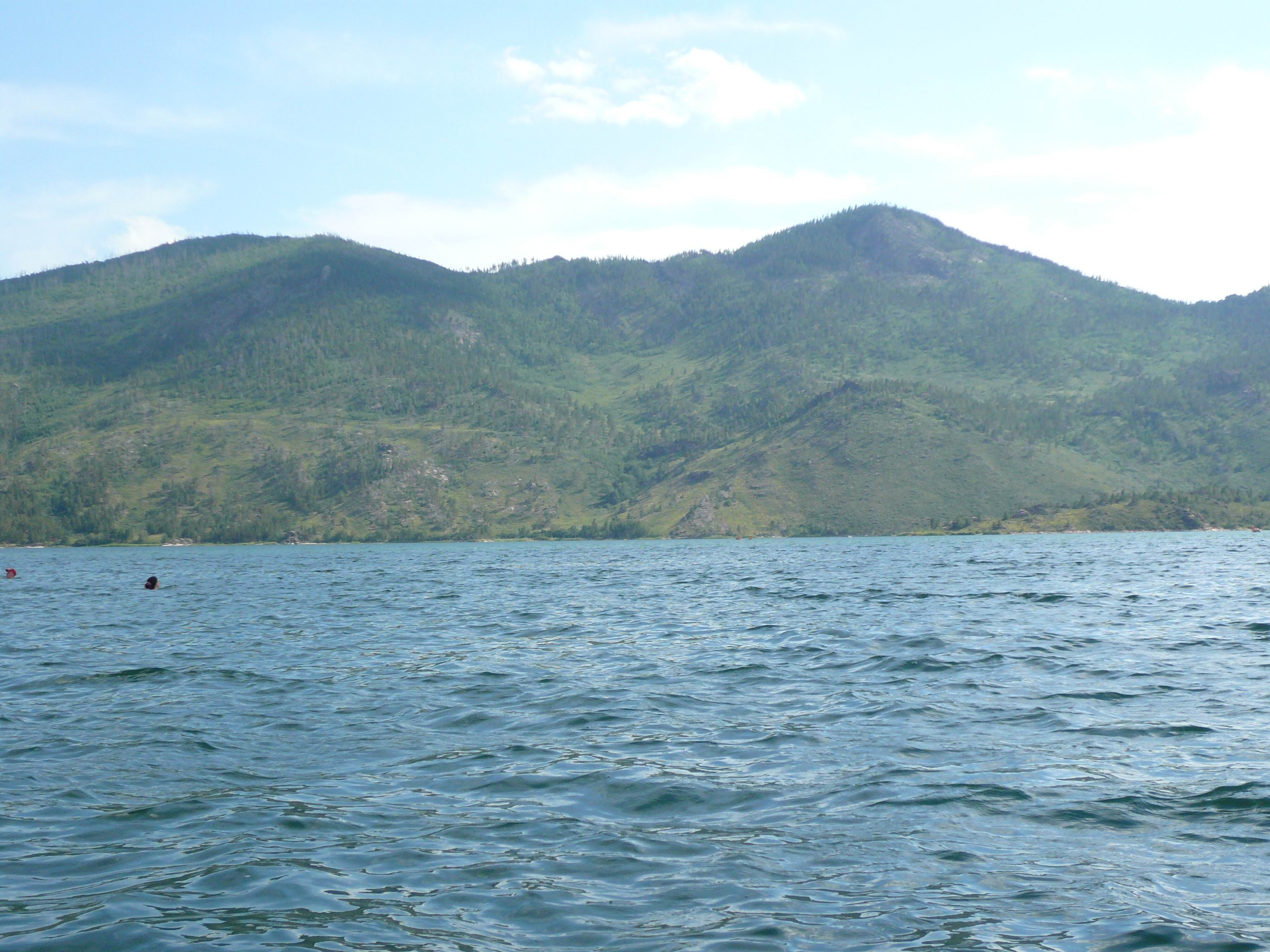
Озеро Жасибай
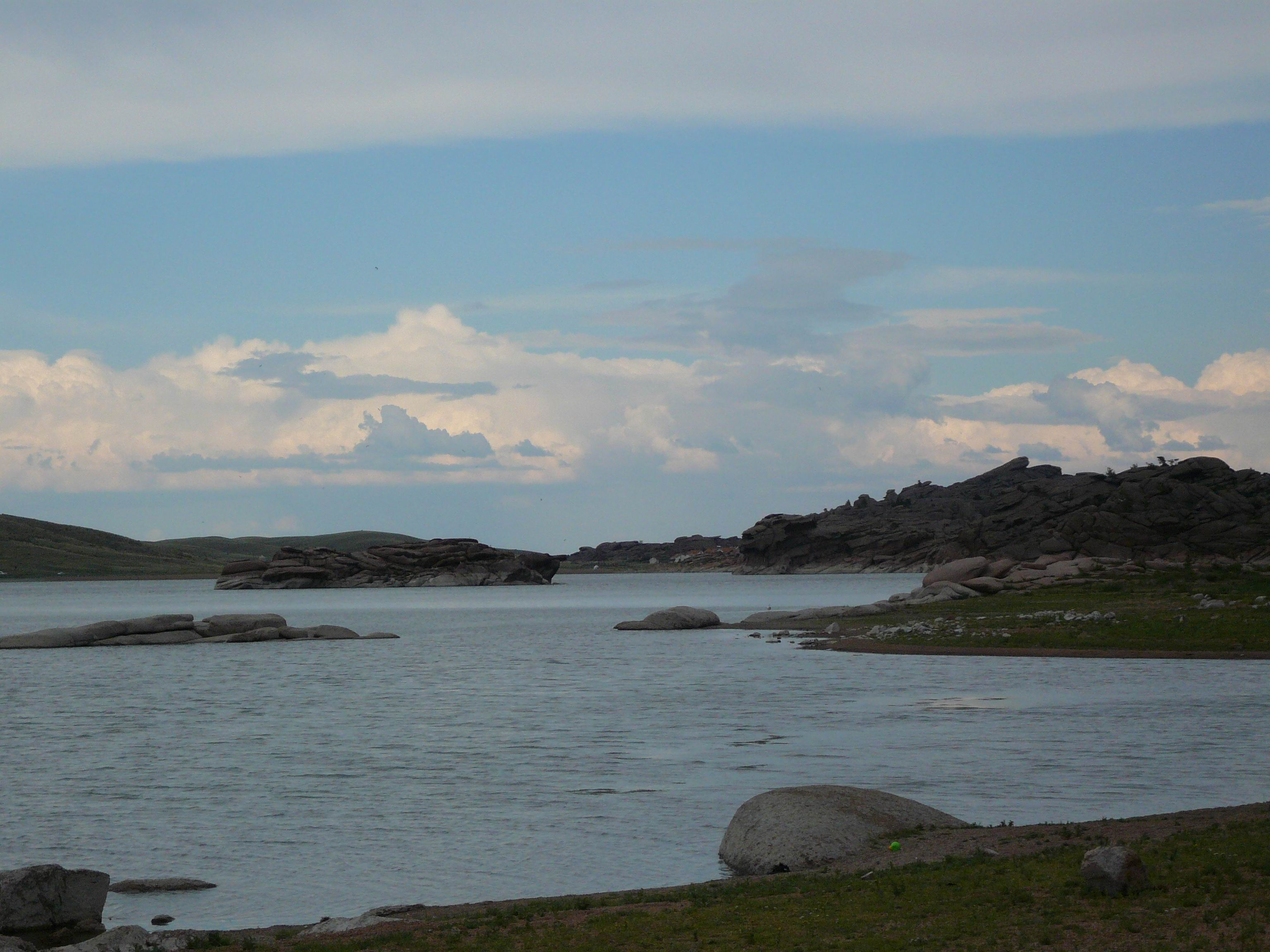
Озеро Торайгир
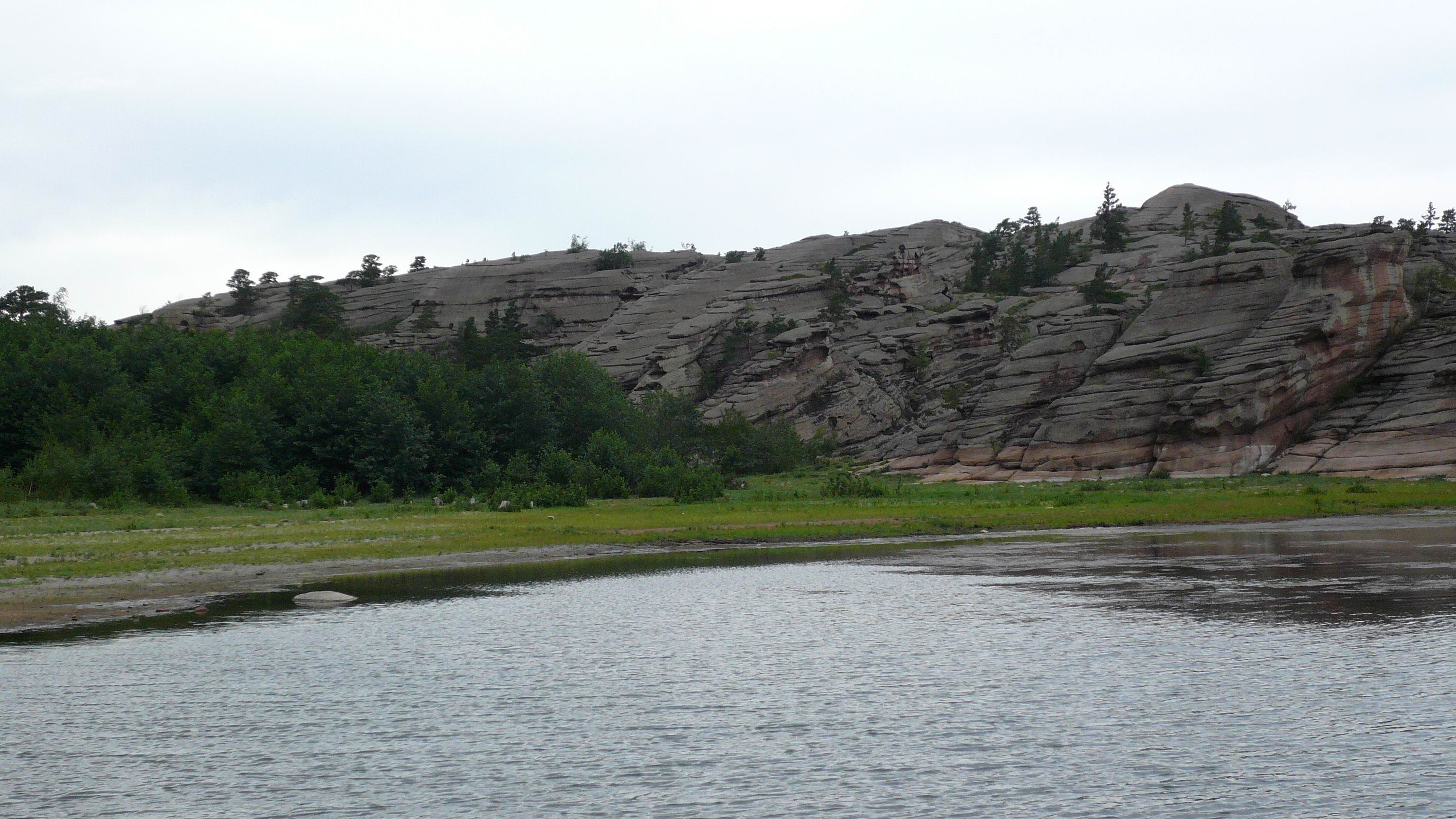
Зарості чорної вільхи поряд з озером Торайгир
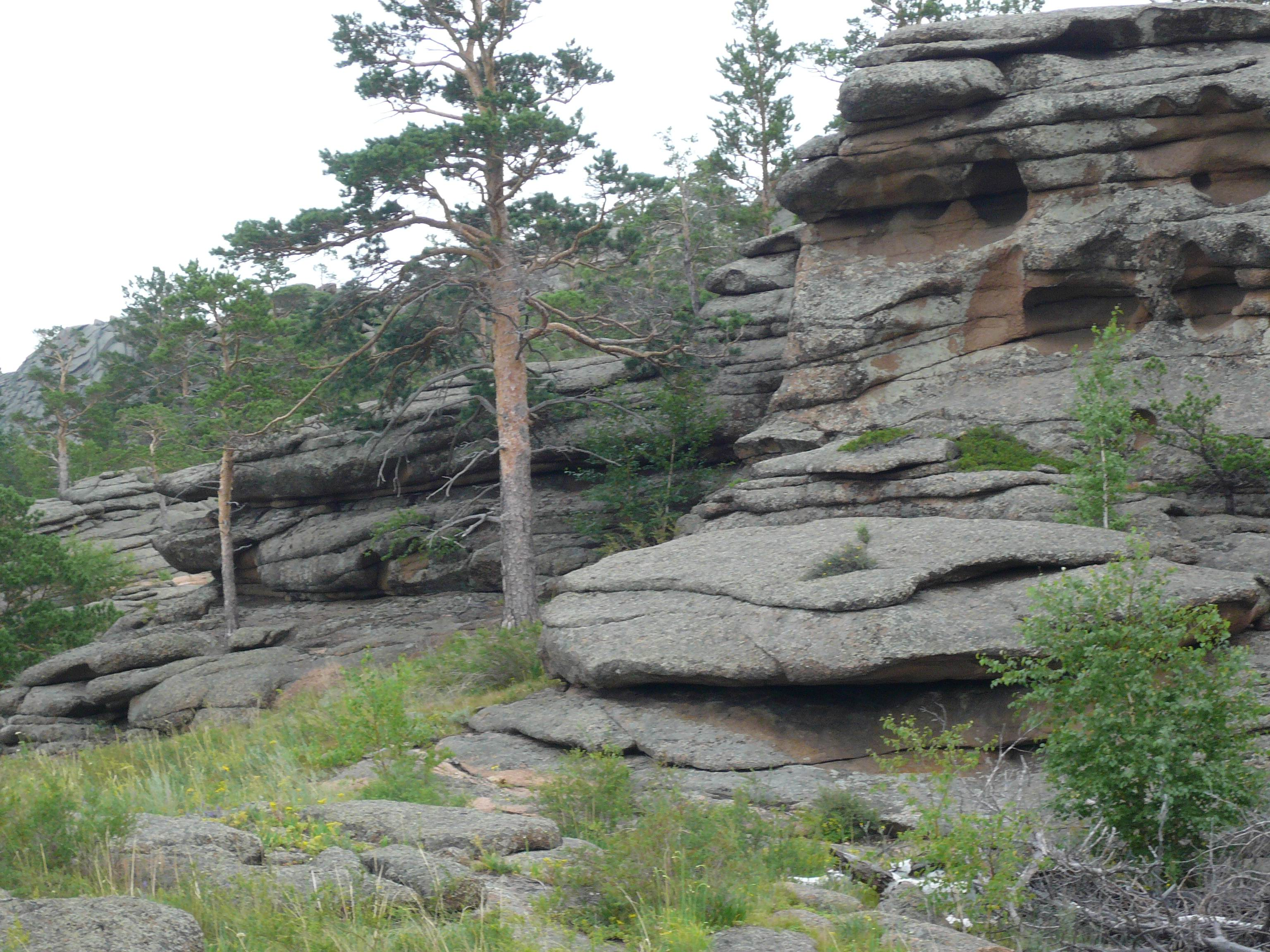
Краєвид Баянаула з типовими камінням-коржиками
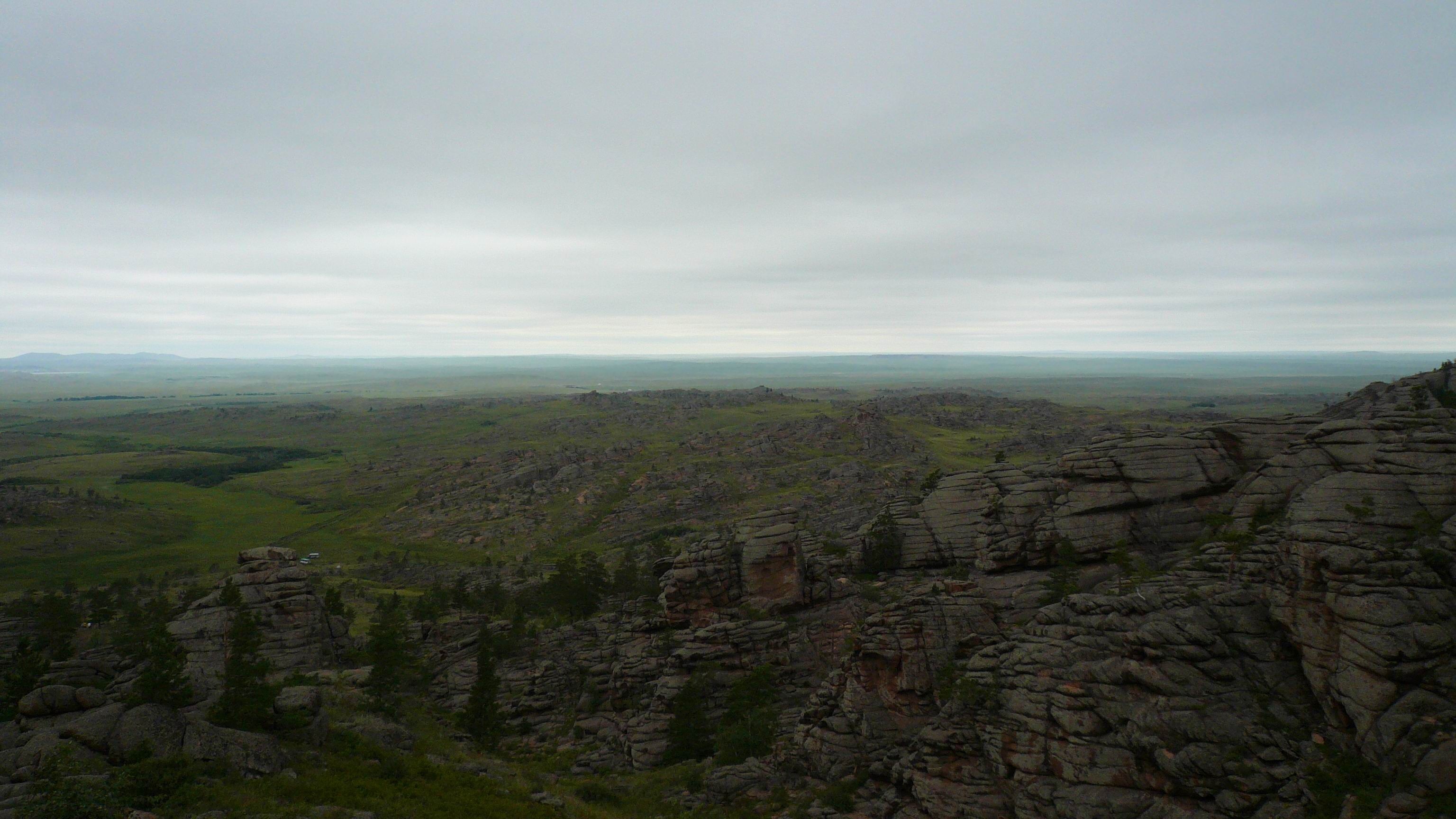
Вид Баянаула з боку Священної Печери
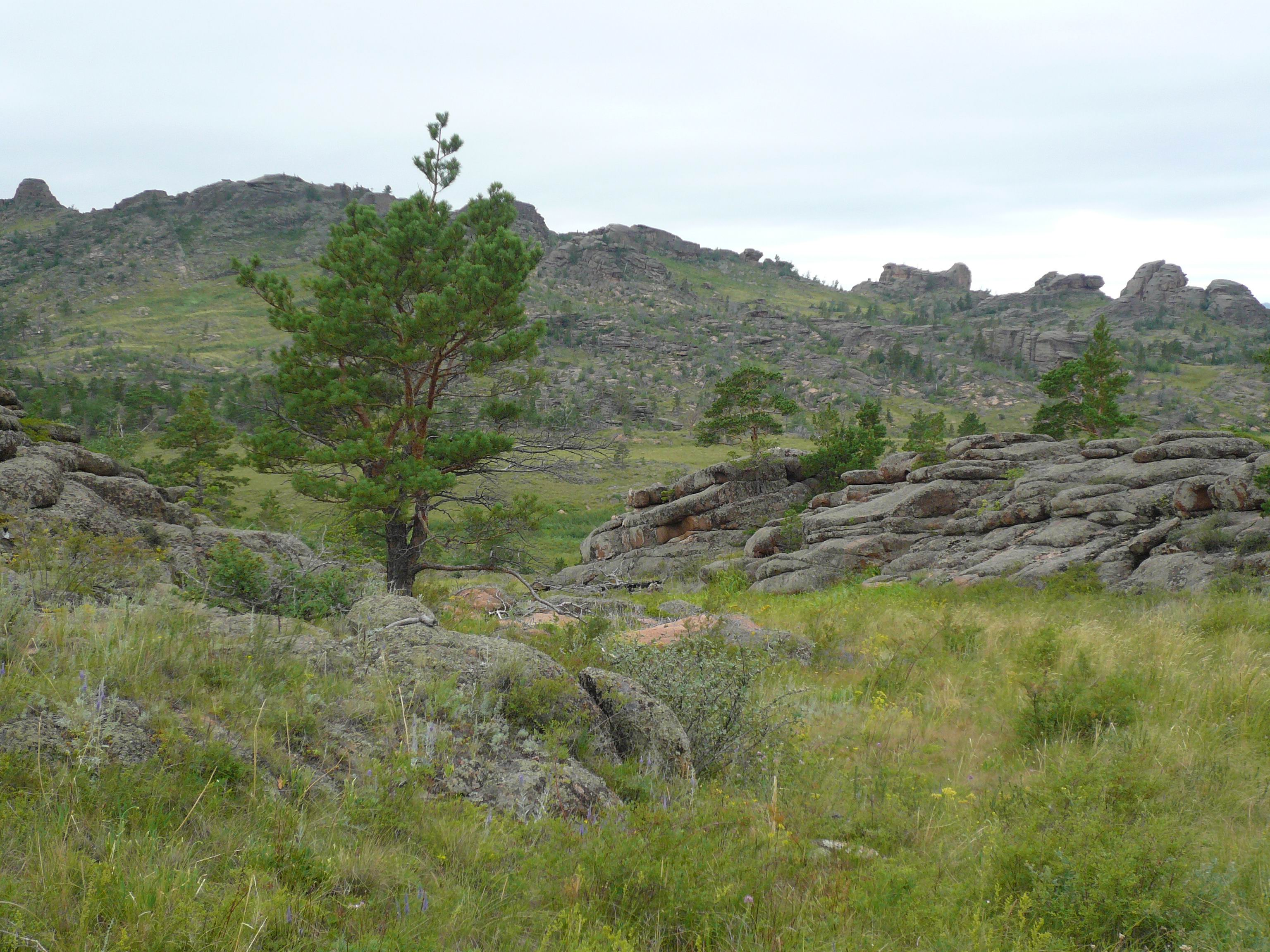
Краєвид Баянаула
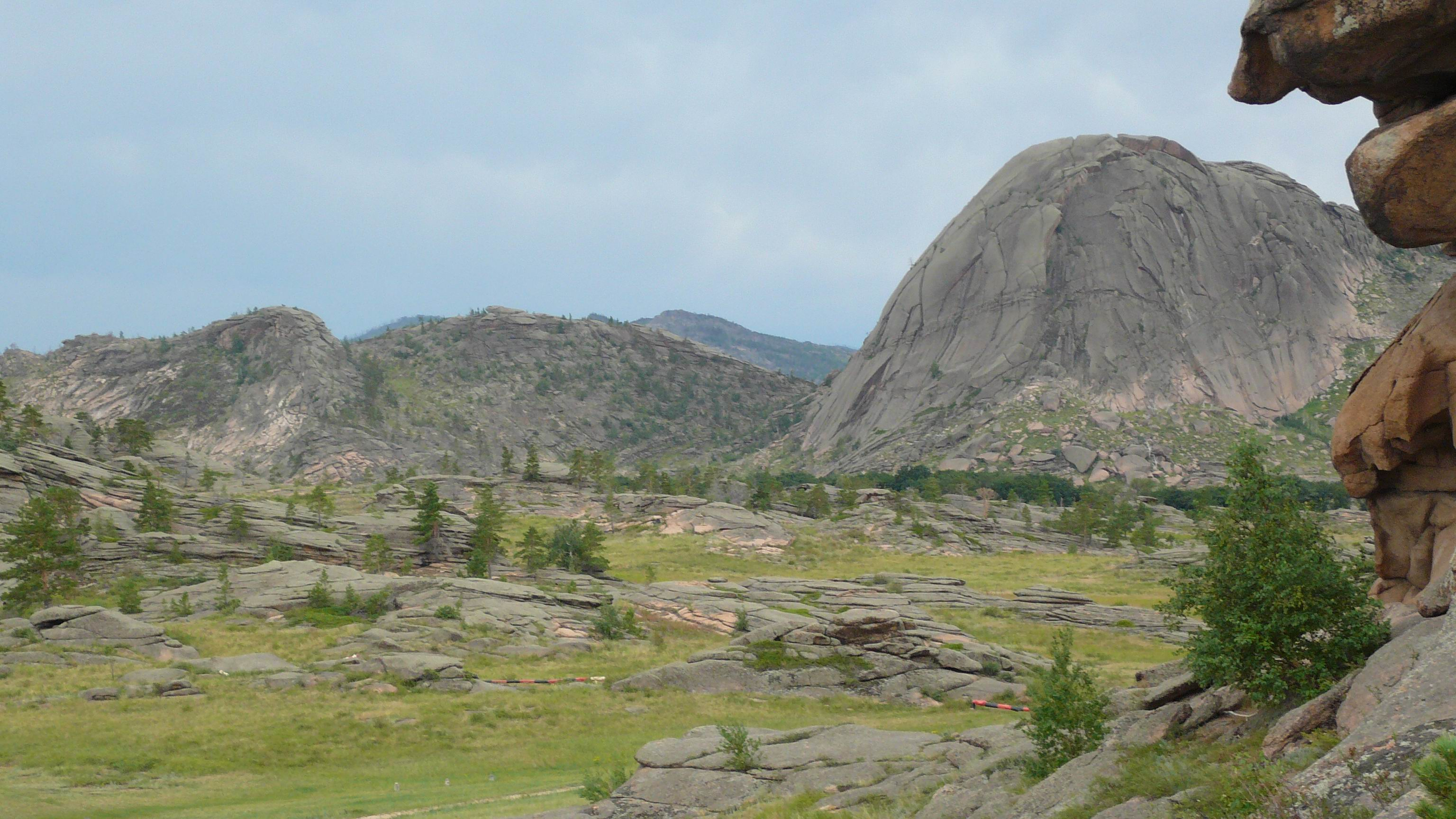
Гора Найзатас (праворуч)
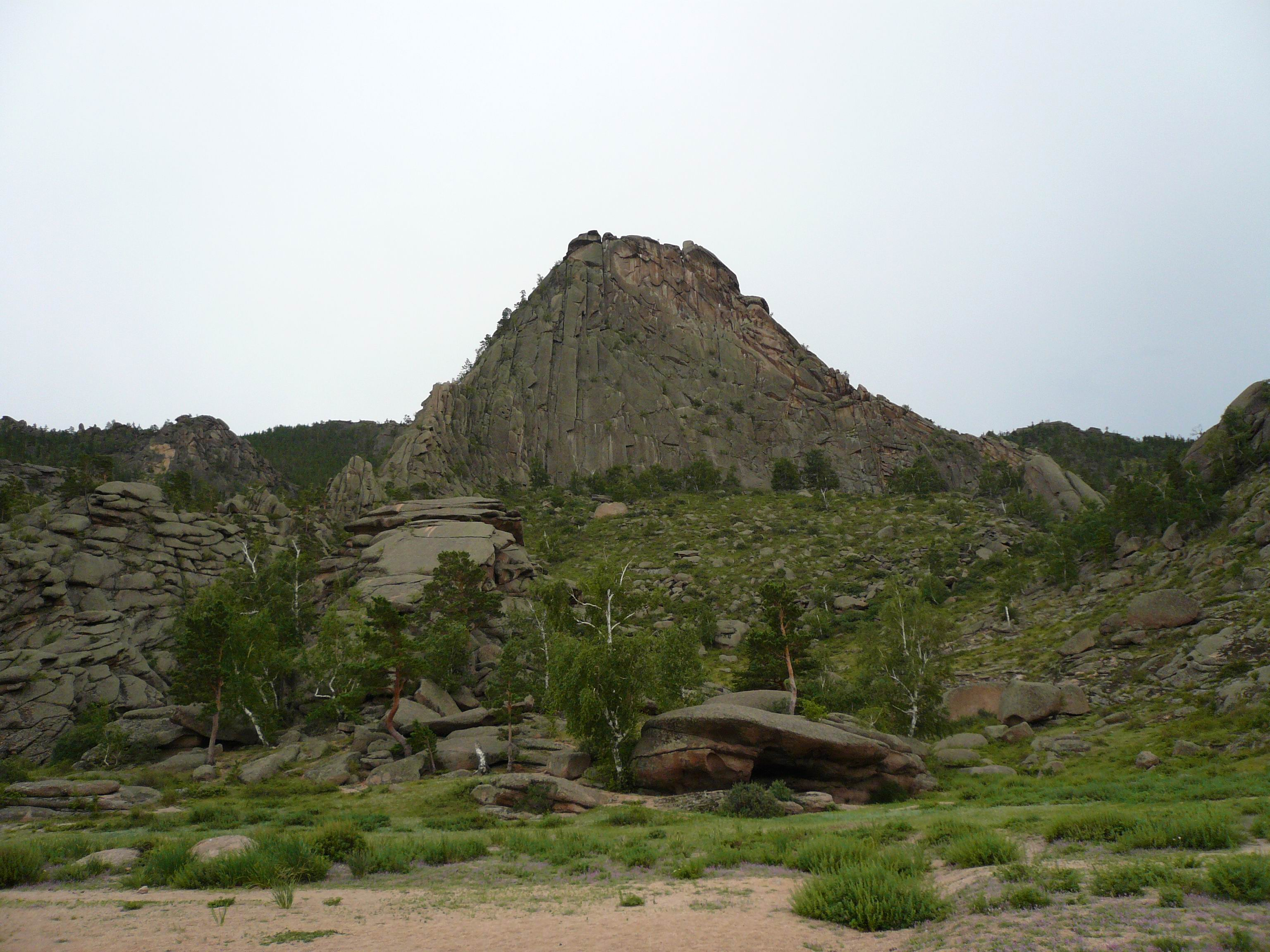
Пік Сміливих біля озера Торайгир
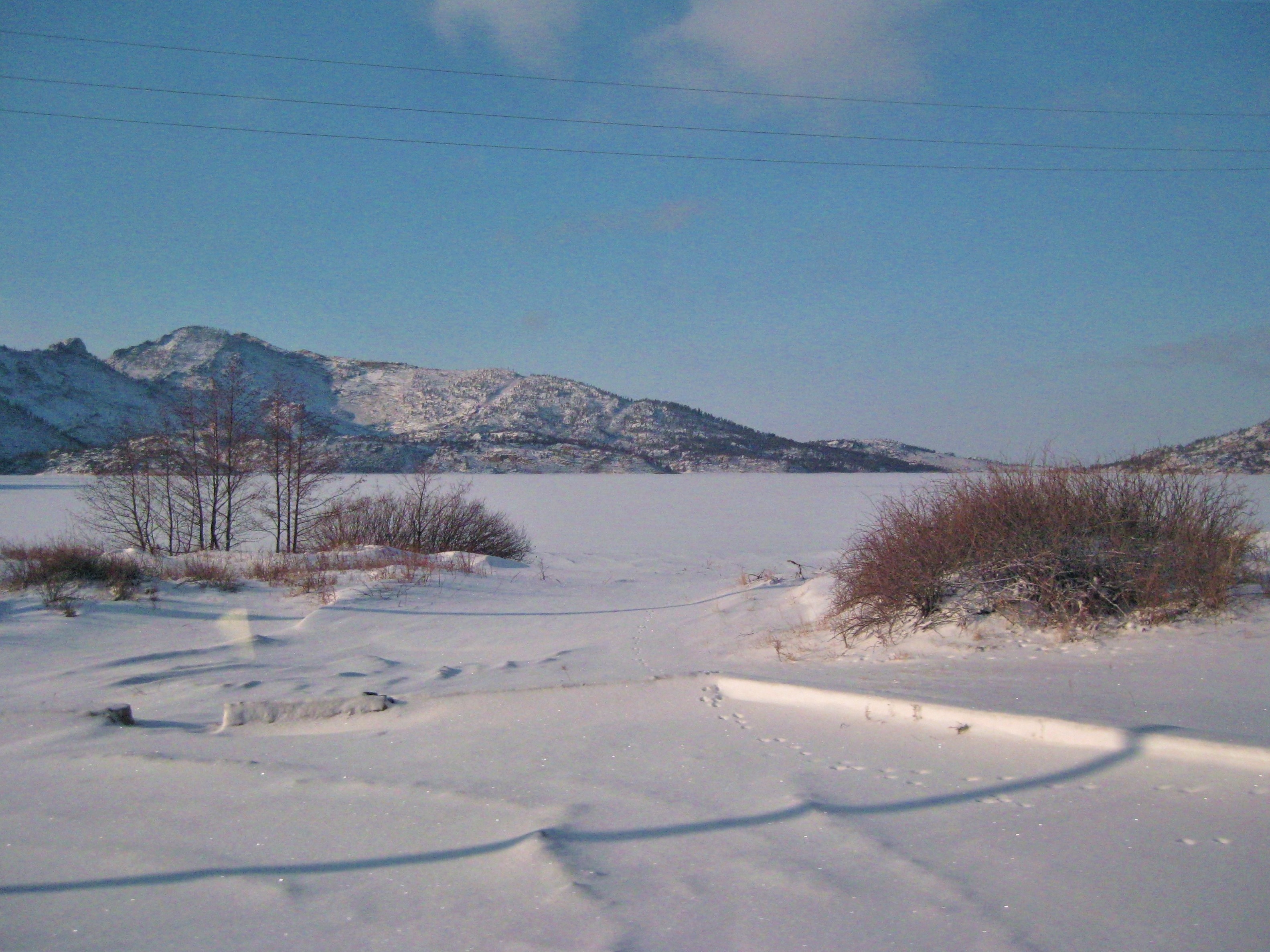
Зимовий Жасибай